# Hattenville
Hattenville é uma comuna francesa na região administrativa da Normandia, no departamento de Sena Marítimo. Estende-se por uma área de 9,36 km². Em 2010 a comuna tinha 738 habitantes (densidade: 78,8 hab./km²).